# Excursie pe Babel
Journey to Babel este un episod din sezonul al II-lea al Star Trek: Seria originală care a avut premiera la 17 noiembrie 1967.

## Prezentare
În timp ce transportă demnitari spre o importantă conferință de pace, Enterprise este urmărită de o navă misterioasă, iar un asasin este descoperit printre pasageri.